# Нахлыстовый кастинг

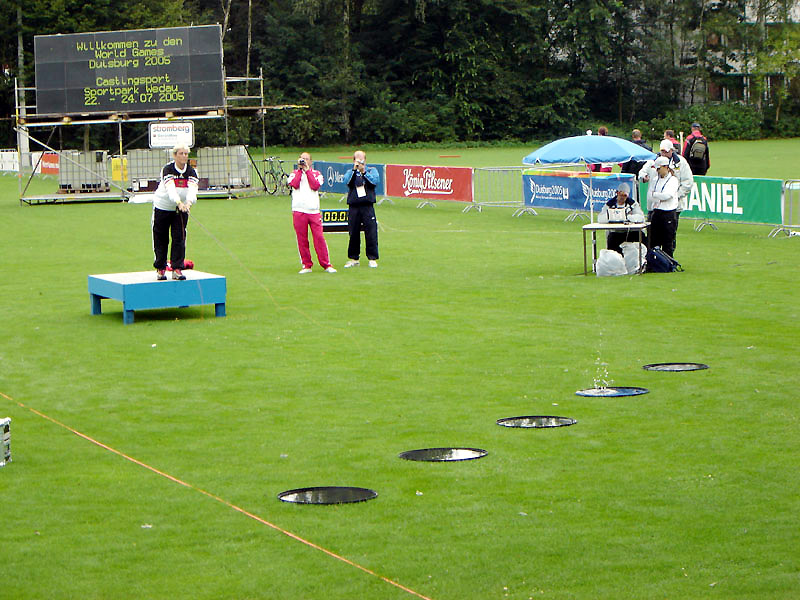
Соревнования по кастингу на Всемирных играх

На́хлы́стовый ка́стинг (англ. fly casting) — разновидность спортивной рыбной ловли, относящаяся к ловле нахлыстом. Контролируется Международной федерацией кастингового спорта (ICSF). Под эгидой ICSF проводятся соревнования по забросам на дальность и точность мушки без крючка с использованием стандартных нахлыстовых снастей. Включает в себя 6 дисциплин.

## История
Нахлыстовый кастинговый спорт зарождался в США и Англии во второй половине XIX века. Спорт очень быстро распространялся по всему миру, породив множество местных разновидностей. Более всего этот спорт развивался в США, Великобритании, странах северной Европы и Японии.
Первый чемпионат мира по нахлыстовому кастингу стандартными рыболовными снастями по современным правилам был проведён в Норвегии в 2010 году. С тех пор чемпионаты мира проводятся каждые 2 года: в 2012 и 2014 году в Норвегии, в 2016 году в Эстонии и в 2018 году в Великобритании.
Соревнования проводятся на воде на замкнутых водоемах. По всему миру проводятся национальные первенства, существует множество международных турниров, включающих в себя все или только часть дисциплин нахлыстового кастинга. Соревнования по некоторым дисциплинам проводятся в рамках части турниров в закрытых помещениях не на воде.

## Дисциплины
1. Trout accuracy — забросы на точность одноручным удилищем в мишени, располагающиеся на воде;
2. Trout distance — забросы на дальность одноручным удилищем. Вид заброса overhead cast — заброс над головой;
3. Sea trout distance — забросы на дальность одноручным удилищем. Вид заброса overhead cast — заброс над головой. Отличается от Trout distance комплектацией снасти;
4. Salmon distance — забросы на дальность двуручным удилищем. Вид заброса overhead cast — заброс над головой;
5. Spey distance 15 — забросы на дальность двуручным удилищем со сменой направления заброса. Вид заброса spey cast — заброс c водяным якорем.
6. Spey distance — забросы на дальность двуручным удилищем. Вид заброса Unlimited Spey — забросы с помоста с водяным якорем.

## Кастинг в России
Соревнования по нахлыстовому кастингу в России проводятся с начала XXI века. Первые турниры проходили по отдельным дисциплинам только в рамках разнообразных фестивалей, посвящённых ловле нахлыстом. На федеральном уровне впервые такие соревнования стали проводить в Москве с 2007 года на фестивалях Fly Day. В 2012 году в соревновательном формате был учрежден ежегодный турнир «Кубок Сибири по нахлыстовому кастингу». Впервые соревнования по всем 6 дисциплинам по правилам Чемпионата Мира были проведены в России в 2017 году в рамках турнира «Всероссийский кубок по нахлыстовому кастингу». Турнир проходит в 3 этапа. В 2017 году прошёл в Москве, Красноярске и Новосибирске. В 2018 году прошел в Москве, Новокузнецке и Новосибирске.
В настоящее время продвижением и развитием кастинга в России занимается некоммерческая организация Союз нахлыстового спорта (СНС).
Спортсмены из России принимают участие во всех чемпионатах мира с 2010 года.